# Parti réformiste destourien
Le Parti réformiste destourien (arabe : الحزب الإصلاحي الدستوري) est un parti politique tunisien fondé en 1921, à la suite de la scission de ses fondateurs, Hassen Guellaty et Sadok Zmerli, du Parti libéral constitutionnel.
Les réformistes critiquent les positions destouriennes sur le protectorat français qu'ils considèrent comme trop rigides. Réclamant l'amélioration du niveau de vie des habitants, le parti est accusé de tolérance et de connivence avec l'autorité occupante.
Vers 1925, le parti disparaît définitivement de la scène politique après son opposition à la Confédération générale des travailleurs tunisiens fondée par Mohamed Ali El Hammi.